# Lacapelle-Biron
Lacapelle-Biron ist eine französische Gemeinde mit 399 Einwohnern (Stand 1. Januar 2022) im Département Lot-et-Garonne in der Region Nouvelle-Aquitaine (vor 2016: Aquitanien). Die Gemeinde gehört zum Arrondissement Villeneuve-sur-Lot und zum Kanton Le Fumélois.
Der Name der Gemeinde leitet sich von einer Kapelle ab, die 1259 als „capella“ in den Schriften erwähnt wurde. Lacapelle-Biron war von der bedeutenden Seigneurie von Biron abhängig, von der die Gemeinde ihren Zusatz annahm.
Die Einwohner werden Capelains und Capelaines genannt.

## Geographie
Lacapelle-Biron liegt ca. 30 km nordöstlich von Villeneuve-sur-Lot in der historischen Provinz Agenais an der nördlichen Grenze zum benachbarten Département Dordogne.
Umgeben wird Lacapelle-Biron von den vier Nachbargemeinden:
| Biron (Dordogne) | Soulaures (Dordogne)                        |                           |
|                  | Kompassrose, die auf Nachbargemeinden zeigt | Blanquefort-sur-Briolance |
|                  | Gavaudun                                    |                           |

Lacapelle-Biron liegt im Einzugsgebiet des Flusses Garonne.
Die Lède, ein Nebenfluss des Lot, durchquert das Gebiet der Gemeinde zusammen mit ihrem Nebenfluss, dem Ruisseau de Clairfond. Der abflusslose Ruisseau de Beldina bewässert ebenfalls das Gemeindegebiet.

## Geschichte
In Perruffe, einem Weiler im nördlichen Teil des Gemeindegebiets, gibt es eine altsteinzeitliche Fundstelle. Wie alle Dörfer der Umgebung hat sich Lacapelle-Biron vor allem im Mittelalter entwickelt. Saint-Avit kann ein Festes Haus und Überreste einer Festung vorzeigen. Aufgrund der geografischen Lage an der Grenze zwischen dem Agenais und der Périgord war Lacapelle-Biron in hohem Maße in die Auseinandersetzungen des Hundertjährigen Kriegs und anschließend der Hugenottenkriege verwickelt.
Die Landwirtschaft bildet seit jeher die Lebensgrundlage des Dorfes in der ländlichen Umgebung. Auch heute noch sind Taubenschläge zu sehen, die Vogelkot als wertvollen Dünger lieferten. Die Bewirtschaftung der Wälder mit ihren zahlreichen Baumarten und das Vorkommen von eisenhaltigen Mineralien erlaubten eine Diversifikation der Einkünfte der Bewohner.
Zu Beginn des 17. Jahrhunderts war „La Chapelle“ selbst eine Seigneurie unter der Führung der Familie Carbonnières. Charles de Gontaud-Biron, Marschall von Frankreich, hatte seinen König Heinrich IV. verraten und wurde 1602 geköpft. Aber 1605 entwickelten einige seiner Vertrauten, darunter Jean-Charles de Carbonnières, eine weitere Verschwörung. Der König bekam davon Wind und befahl, mehrere Burgen, darunter auch die von Lacapelle-Biron, zu schleifen. Ein Teil der Burg blieb allerdings bis zu einem Brand im Jahre 1908 erhalten. Seit dem 17. Jahrhundert wurde in Lacapelle viermal im Jahr ein Markt abgehalten und verdrängte nach und nach die Bedeutung des Dorfes Saint-Avit, um schließlich 1822 die Rolle der Pfarrgemeinde zu übernehmen.
Am 21. Mai 1944 wurden 47 Männer der Gemeinde im Alter zwischen 18 und 60 Jahren von einer Einheit der 2. SS-Panzer-Division „Das Reich“ verhaftet und in die Konzentrationslager Dachau und Mauthausen verschleppt.

## Einwohnerentwicklung
Nach Beginn der Aufzeichnungen stieg die Einwohnerzahl bis zur Mitte des 19. Jahrhunderts auf einen Höchststand von rund 1120. In der Folgezeit sank die Größe der Gemeinde bei kurzen Erholungsphasen aufgrund der Landflucht und der Deportationen im Zweiten Weltkrieg bis zu den 1970er Jahren auf rund 370 Einwohner, bevor eine Phase mit moderatem Wachstum einsetzte, die in jüngster Zeit jedoch wieder stagnierte.
| Jahr      | 1962 | 1968 | 1975 | 1982 | 1990 | 1999 | 2006 | 2011 | 2022 |
| --------- | ---- | ---- | ---- | ---- | ---- | ---- | ---- | ---- | ---- |
| Einwohner | 407  | 396  | 369  | 382  | 433  | 429  | 441  | 456  | 399  |

## Sehenswürdigkeiten

### Kirche Saint-Avit
Die romanische Kirche wurde im 13. Jahrhundert erbaut. Ihr Chor ist mit einem Kesselgewölbe ausgestattet. Ein Pyramidendach bekrönt den langgestreckten Glockenturm. Das Gebäude hat im Wesentlichen seinen ursprünglichen Zustand erhalten, wenngleich zwei Lichtöffnungen des Langhauses im 15. Jahrhundert umgearbeitet wurden. Der Überlieferung nach ist Bernard Palissy in dieser Kirche getauft worden, die seit dem 17. Juni 1954 als Monument historique klassifiziert ist.

### Museum Bernard Palissy
Im Jahre 1986 kaufte die Gemeinde ein verfallenes Haus in der Nähe der Kirche in Saint-Avit. Die Idee wurde geboren, dem Künstler und seinen Werken ein Museum zu widmen. Der Verein „Les Amis du Musée Bernard Palissy“ wurde ins Leben gerufen, um das Museum zu fördern.

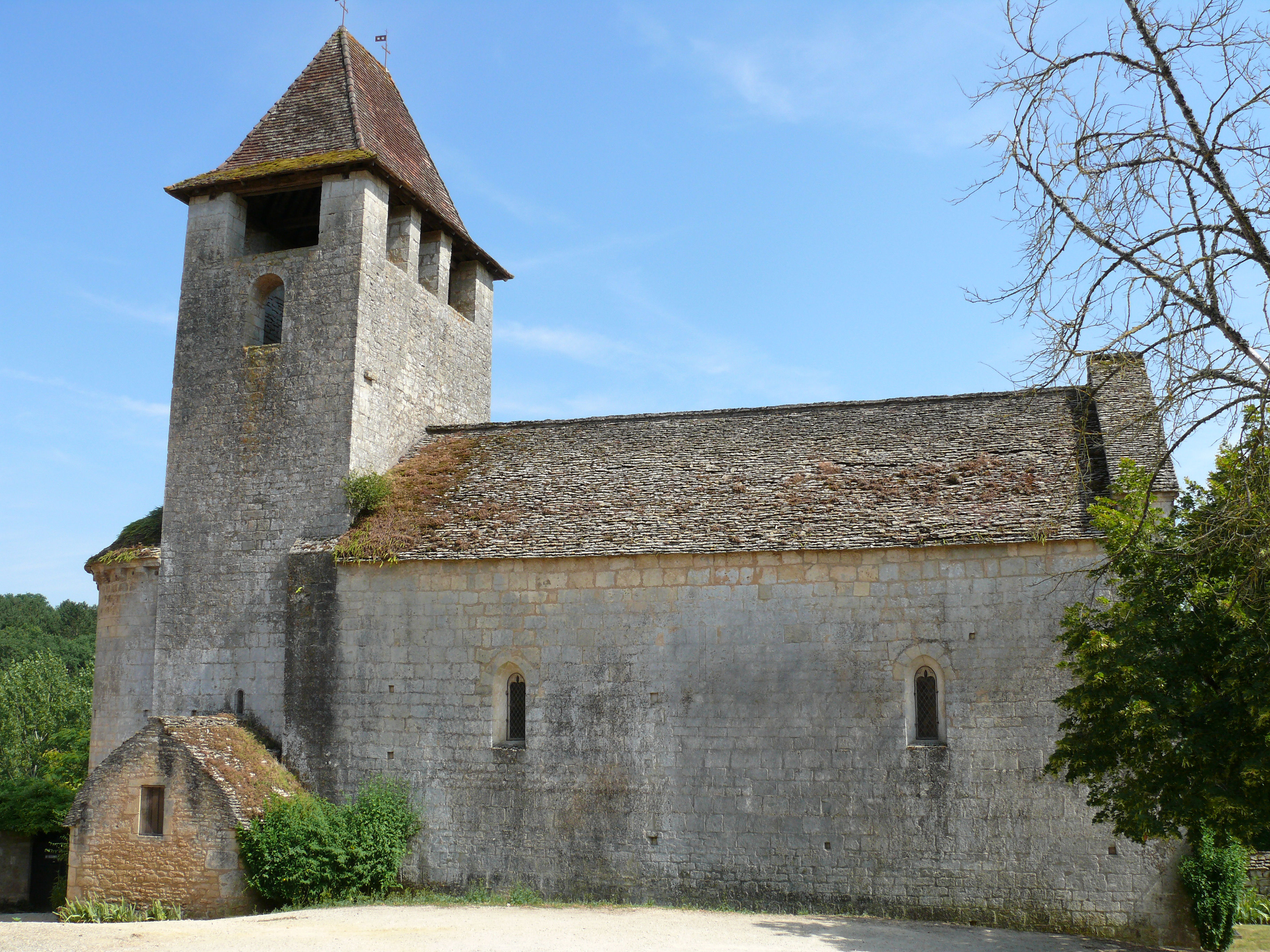
Kirche Saint-Avit
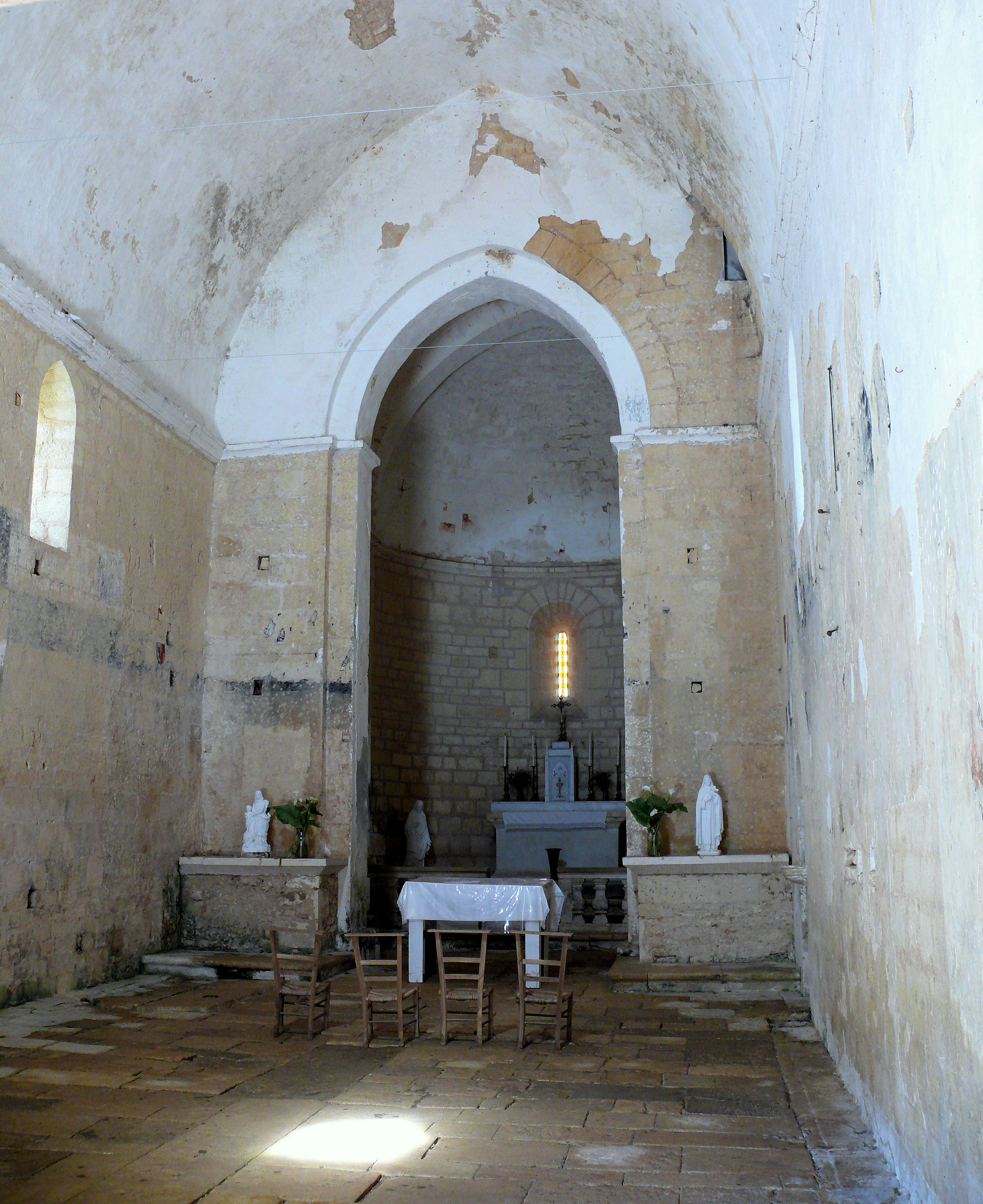
Blick auf den Chor
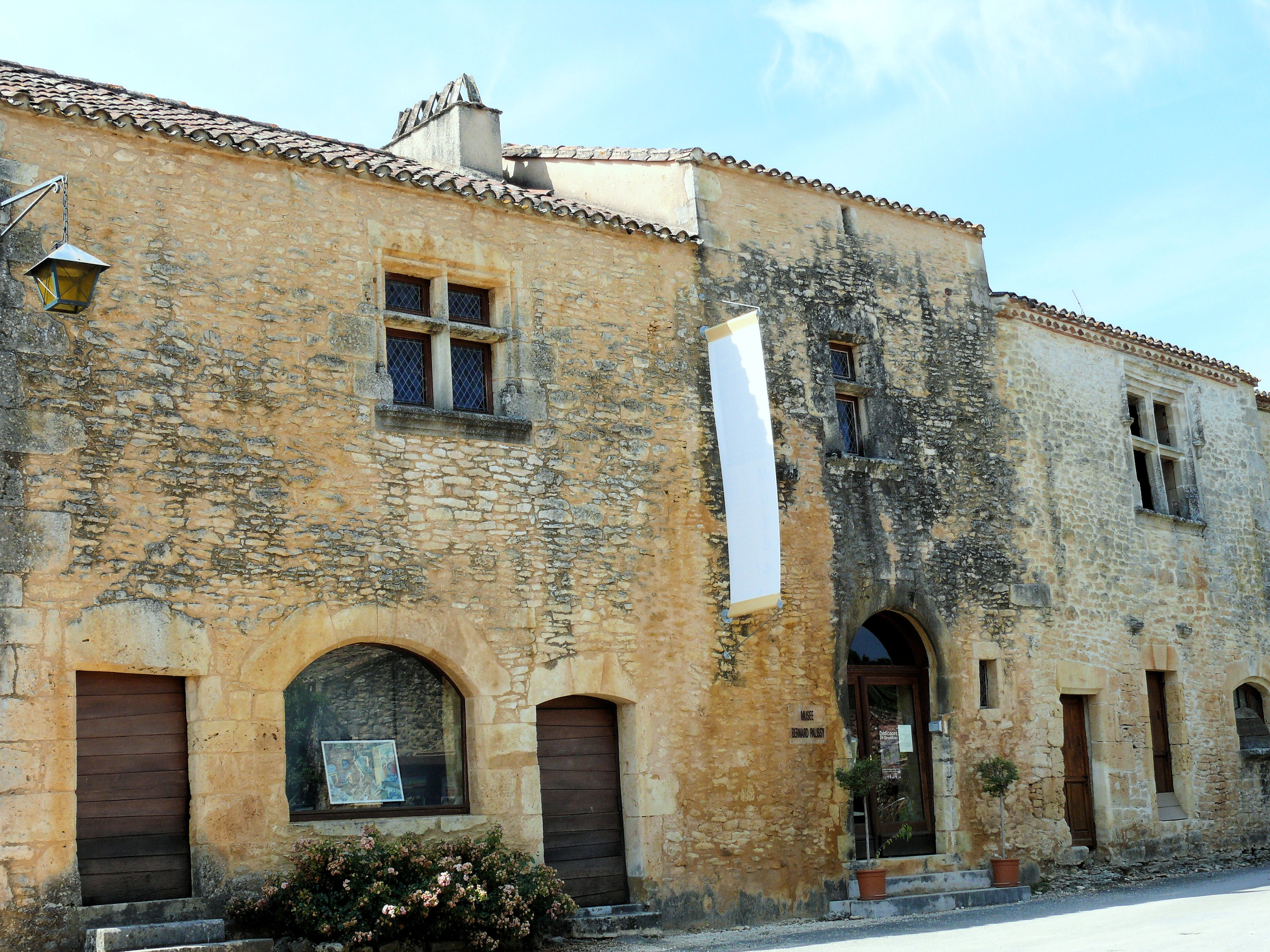
Museum Bernard Palissy

## Wirtschaft und Infrastruktur

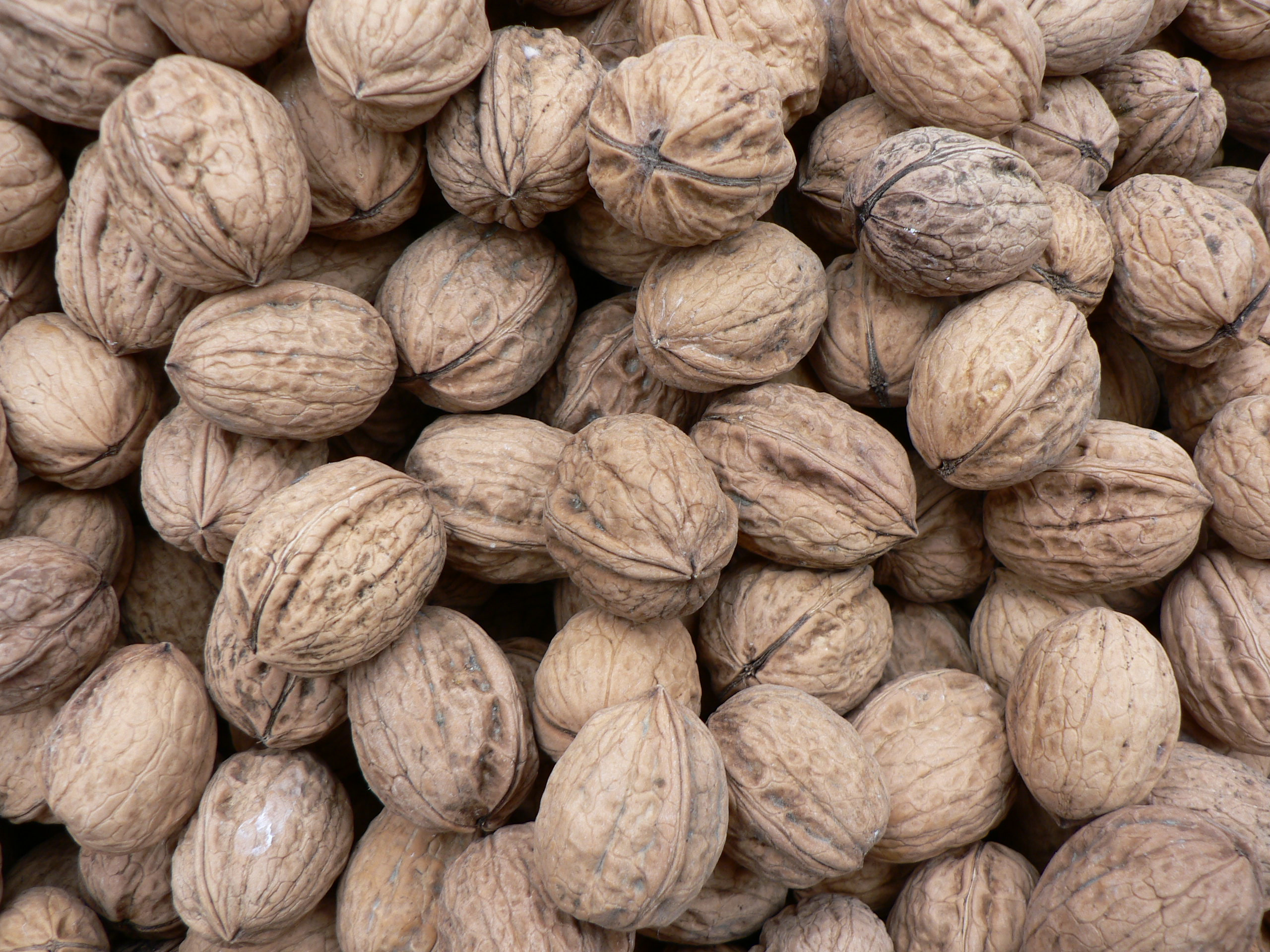
Walnüsse

Die Landwirtschaft der Gemeinde hat ihre Schwerpunkte in Ackerbau, Viehzucht, Fischzucht und Bewirtschaftung von Kastanienbäumen.
Lacapelle-Biron liegt in den Zonen AOC der Walnüsse des Périgord und des Nussöls des Périgord.

### Bildung
Die Gemeinde verfügt über eine öffentliche Grundschule mit 37 Schülerinnen und Schülern im Schuljahr 2018/2019.

### Sport und Freizeit
- Der Freizeitpark „Parc en Ciel“ bietet neben einem Seilgarten weitere Aktivitäten, darunter ein Schwimmbad.

- Der GR 36, ein Fernwanderweg von Ouistreham in der Normandie nach Bourg-Madame in den östlichen Pyrenäen, führt durch das Zentrum der Gemeinde.[11]

- Der Fernwanderweg GR 636 von Monbazillac (Département Dordogne) startet bzw. endet in Lacapelle-Biron.[12]

### Verkehr
Lacapelle-Biron ist erreichbar über die Routes départementales 150 (Dordogne 53), 255 und 426.

## Persönlichkeiten
- Bernard Palissy, geboren 1510 in Lacapelle-Biron, war ein französischer Wissenschaftler, berühmter Emaillekünstler und Mitbegründer der protestantischen Gemeinde von Saintes. Wegen seiner Konfession wurde er von der katholischen Liga gefangen genommen und verurteilt. Er starb 1589 oder 1590 im Gefängnis in Paris.[1]

- Joseph Kessel, geboren am 10. Februar 1898 in Entre Ríos, Argentinien, gestorben am 23. Juli 1979 in Avernes, Département Val-d’Oise, war ein französischer Journalist, Abenteurer und Romancier. Sein Vater, Doktor Samuel Kessel, verbrachte mit seiner Familie im Januar 1902 einige Zeit in Lacapelle-Biron.[13]